# Chimboya
Chimboya es una montaña del Perú. Tiene una altitud de 5.489 msnm. Forma parte de la cordillera La Raya, en los Andes. Se encuentra en el límite entre los departamentos de Cusco y Puno, Perú.